# Nadia Podoroská
Nadia Podoroská (* 10. února 1997 Rosario) je argentinská profesionální tenistka. Po prarodičích je ukrajinského původu. Ve své dosavadní kariéře na okruhu WTA Tour vyhrála jeden deblový turnaj. V sérii WTA 125 přidala tři singlové trofeje. V rámci okruhu ITF získala čtrnáct titulů ve dvouhře a sedm ve čtyřhře. Na French Open 2020 se stala vůbec první kvalifikantkou v semifinále na Roland Garros a třetí takovou hráčkou v otevřené éře grandslamu.
Na žebříčku WTA byla ve dvouhře nejvýše klasifikována v červenci 2022 na 36. místě a ve čtyřhře v říjnu 2021 na 62. místě.
V argentinském týmu Billie Jean King Cupu debutovala v roce 2014 světovou baráží proti Rusku, v níž za rozhodnutého výsledku prohrála v páru s Victorií Bosio čtyřhru. Rusky zvítězily 4:0 na zápasy. Do září 2023 v soutěži nastoupila k sedmnácti mezistátním utkáním s bilancí 11–4 ve dvouhře a 1–5 ve čtyřhře.

## Soukromý život
V září 2022 na sociálních sítích a následném rozhovoru přiznala partnerský vztah s další argentinskou tenistkou Guillerminou Nayaovu.

## Tenisová kariéra

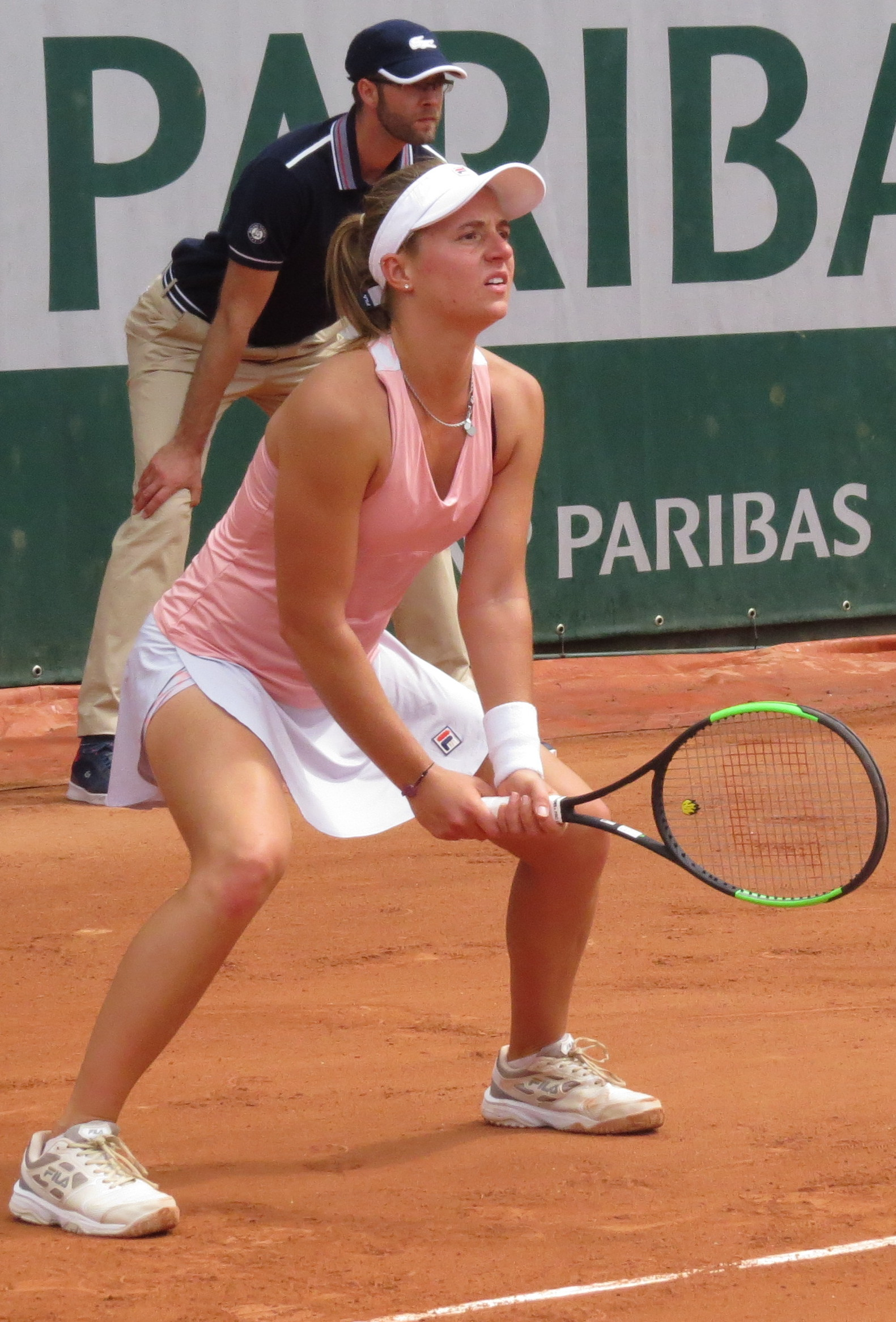
V kvalifikaci French Open 2017, kde podlehla Vondroušové

V rámci hlavních soutěží dvouhry na okruhu ITF debutovala v červnu 2011, když na turnaji v argentinském Santa Fe s dotací 10 tisíc dolarů postoupila z kvalifikace. V úvodním kole podlehla krajance Vanese Furlanettové. Premiérový singlový titul v této úrovni tenisu vybojovala v listopadu 2013 na santiagském turnaji s rozpočtem 10 tisíc dolarů. Ve finále jí v průběhu třetí sady skrečovala Chilanka Cecilia Costa Melgarová.
Na okruhu WTA Tour, nepočítaje fedcupová utkání, debutovala dubnovou kvalifikací na rabatském Grand Prix SAR La Princesse Lalla Meryem 2017. Na úvod kvalifikační soutěže podlehla australské tenistce Anastasiji Rodionovové. Hlavní soutěž si poprvé zahrála v ženské čtyřhře Internationaux de Strasbourg 2016 v páru s Jil Teichmannovou, aby v prvním kole podlehly druhé nasazené dvojici Čuang Ťia-žung a Darija Juraková. Do dvouhry poprvé nastoupila na antukovém BRD Bucharest Open 2016, kde prošla kvalifikačním sítem. V první fázi však uhrála jediný game na šestou nasazenou Černohorku Danku Kovinićovou.
Premiérový titul na okruhu WTA Tour získala na dubnovém Copa Colsanitas 2017 v Bogotě, kde s Brazilkou Beatriz Haddad Maiovou postoupily do finále ženského deblu. V něm za 80 minut zdolaly paraguaysko-polskou dvojici Verónica Cepedeová Roygová a Magda Linetteová po dvousetovém průběhu.
Debut v hlavní soutěži nejvyšší grandslamové kategorie zaznamenala v ženském singlu US Open 2016, kam postoupila z tříkolové kvalifikace, v níž na její raketě postupně dohrály Océane Dodinová, Jovana Jakšićová a Donna Vekićová. V úvodním kole hlavní soutěže nenašla recept na Němku Anniku Beckovou.
Na French Open 2020 postoupila jako 131. hráčka žebříčku z tříkolové kvalifikace. Ve dvouhře pak prošla až do semifinále, po výhře nad ukrajinskou členkou elitní desítky Elinou Svitolinovou. Stala se tak vůbec první kvalifikantkou na Roland Garros a třetí takovou hráčkou v této fázi grandslamu po Doreyové na Australian Open 1978 a Stevensonové ve Wimbledonu 1999. Rovněž byla první argentinskou čtvrtfinalistkou i semifinalistkou na grandslamu od Paoly Suárezové na French Open 2004, respektive ve Wimbledonu 2004. Před branami finále ji zastavila Polka Iga Świąteková. Zprůměrované žebříčkové postavení obou hráček 92,5 bylo nejnižší hodnotou v historii semifinálových duelů na French Open. Podoroská se také stala nejníže postavenou semifinalistkou turnaje.

## Finále na okruhu WTA Tour
| Legenda                           |
| --------------------------------- |
| D – dvouhra; Č – čtyřhra          |
| Grand Slam (0)                    |
| Turnaj mistryň (0)                |
| Premier Mandatory & Premier 5 (0) |
| Premier (0)                       |
| International (1–1 Č)             |

### Čtyřhra: 2 (1–1)
| Stav       | č. | datum          | turnaj           | kategorie     | povrch | spoluhráčka            | soupeřky ve finále                          | výsledek      |
| ---------- | -- | -------------- | ---------------- | ------------- | ------ | ---------------------- | ------------------------------------------- | ------------- |
| Vítězka    | 1. | 15. dubna 2017 | Bogotá, Kolumbie | International | antuka | Beatriz Haddad Maiová  | Verónica Cepedeová Roygová Magda Linetteová | 6–3, 7–6(7–4) |
| Finalistka | 1. | 15. dubna 2018 | Bogotá, Kolumbie | International | antuka | Mariana Duque Mariñová | Dalila Jakupovićová Irina Chromačovová      | 3–6, 4–6      |

## Finále série WTA 125
| Legenda                  |
| ------------------------ |
| D – dvouhra; Č – čtyřhra |
| WTA 125 (3–0 D, 0–1 Č)   |

### Čtyřhra: 3 (3–0)
| Stav    | č. | datum       | turnaj                       | povrch | soupeřka ve finále | výsledek      |
| ------- | -- | ----------- | ---------------------------- | ------ | ------------------ | ------------- |
| Vítězka | 1. | únor 2023   | Cali, Kolumbie               | antuka | Paula Ormaecheaová | 6–4, 6–2      |
| Vítězka | 2. | březen 2024 | San Luis Potosí City, Mexiko | antuka | Francesca Jonesová | 6–1, 6–2      |
| Vítězka | 3. | srpen 2024  | Barranquilla, Kolumbie       | tcrdý  | Tatjana Mariová    | 6–2, 1–6, 6–3 |

### Čtyřhra: 1 (0–1)
| Stav       | č. | datum        | turnaj       | povrch | spoluhráčka               | soupeřky ve finále                 | výsledek |
| ---------- | -- | ------------ | ------------ | ------ | ------------------------- | ---------------------------------- | -------- |
| Finalistka | 1. | 5. září 2020 | Praha, Česko | antuka | Giulia Gatto-Monticoneová | Lidzija Marozavová Andreea Mituová | 4–6, 4–6 |

## Tituly na okruhu ITF
| Legenda         | Legenda         |
| --------------- | --------------- |
| Turnaje W100    | Turnaje W80     |
| Turnaje W75/W60 | Turnaje W50     |
| Turnaje W35/W25 | Turnaje W15/W10 |

### Dvouhra (14 titulů)
| č.  | datum         | turnaj                        | kategorie | povrch | soupeřka ve finále      | výsledek                |
| --- | ------------- | ----------------------------- | --------- | ------ | ----------------------- | ----------------------- |
| 1.  | listopad 2012 | Santiago, Chile               | W10       | antuka | Cecilia Costa Melgarová | 6–2, 5–7, 3–5skreč      |
| 2.  | březen 2014   | Lima, Peru                    | W10       | antuka | Carla Lucerová          | 6–3, 6–4                |
| 3.  | březen 2014   | Lima, Peru                    | W10       | antuka | Csilla Argyelánová      | 6–2, 6–4                |
| 4.  | květen 2014   | Bol, Chorvatsko               | W10       | antuka | Bianca Bottová          | 6–1, 6–7(6–8), 6–1      |
| 5.  | červen 2014   | Bol, Chorvatsko               | W10       | antuka | Olga Jančuková          | 6–3, 2–6, 6–2           |
| 6.  | březen 2015   | São José dos Campos, Brazílie | W10       | antuka | Victoria Bosiová        | 6–7(6–8), 7–6(7–2), 6–3 |
| 7.  | březen 2016   | São José dos Campos, Brazílie | W10       | antuka | Gabriela Céová          | 7–6(7–2), 6–1           |
| 8.  | červen 2016   | Denain, Francie               | W25       | antuka | Irina Ramialisonová     | 6–3, 5–7, 6–4           |
| 9.  | červen 2018   | Périgueux, Francie            | W25       | antuka | Myrtille Georgesová     | 6–2, 6–0                |
| 10. | květen 2019   | Monzón, Španělsko             | W25       | tvrdý  | Cristina Bucșová        | 6–2, 4–6, 6–2           |
| 11. | říjen 2019    | Pula, Itálie                  | W25       | antuka | Martina Trevisanová     | 7–6(7–5), 6–1           |
| 12. | leden 2020    | Malibu, Spojené státy         | W25       | tvrdý  | Claire Liuová           | 4–6, 6–3, 6–3           |
| 13. | leden 2020    | Petit-Bourg, Francie          | W25       | tvrdý  | Harmony Tanová          | 7–5, 7–5                |
| 14. | září 2020     | Saint-Malo, Francie           | W60       | antuka | Cristina Bucșová        | 4–6, 7–5, 6–2           |

### Čtyřhra (7 titulů)
| č. | datum         | turnaj                        | kategorie | povrch | spoluhráčka               | soupeřky ve finále                     | výsledek         |
| -- | ------------- | ----------------------------- | --------- | ------ | ------------------------- | -------------------------------------- | ---------------- |
| 1. | prosinec 2013 | São José dos Campos, Brazílie | W10       | antuka | Eduarda Piaiová           | Fernanda Britová Stephanie Petitová    | 7–6(7–4), 7–5    |
| 2. | duben 2015    | Santiago, Chile               | W15       | antuka | Guadalupe Pérez Rojasová  | Fernanda Brito Eduarda Piaiová         | 6–4, 6–4         |
| 3. | květen 2016   | Hódmezővásárhely, Maďarsko    | W25       | antuka | Laura Pigossiová          | Irina Baraová Lina Gjorcheská          | 6–3, 6–0         |
| 4. | únor 2017     | Surprise, Spojené státy       | W25       | tvrdý  | Mariana Duqueová Mariñová | Usue Maitane Arconadová Sofia Keninová | 4–6, 6–0, [10–5] |
| 5. | červenec 2017 | Řím, Itálie                   | W60       | antuka | Anastasija Komardinová    | Quirine Lemoineová Eva Wacannová       | 7–6(7–3), 6–3    |
| 6. | červen 2018   | Hódmezővásárhely, Maďarsko    | W60       | antuka | Réka Luca Janiová         | Danka Kovinićová Nina Stojanovićová    | 6–4, 6–4         |
| 7. | září 2018     | Lubbock, Spojené státy        | W25       | tvrdý  | Naomi Broadyová           | Vladica Babicová Hayley Carterová      | 3–6, 6–2, [10–8] |